# William Reed Huntington
William Reed Huntington (ur. 20 sierpnia 1838 w Lowell w stanie Massachusetts, zm. 26 lipca 1909 w Nahant) – amerykański duchowny anglikański i poeta.

## Życiorys
Był synem lekarza. Studiował na Uniwersytecie Harvarda. W 1862 został ordynowany na pastora. Brał udział w trzynastu konwencjach generalnych swojego kościoła. Chociaż nigdy nie został biskupem, miał na niego wielki wpływ.

## Twórczość
Jako teolog duchowny wydał The Church Idea, an Essay toward Unity (1870), Conditional Immortality (1878), The Book Annexed: Its Critics and its Prospects (1886), Short History of the Book of Common Prayer (1893), A National Church (1898) i A Good Shepherd and Other Sermons (1906). Jako poeta Huntington wydał w 1903 tomik Sonnets and a Dream.